# Бурне
Бу́рне — селище в Україні, у Кальміуській міській громаді Кальміуського району Донецької області. Населення становить 31 осіб.

## Загальні відомості
Відстань до райцентру становить близько 20 км і проходить автошляхом місцевого значення.
Землі села межують із с-щем Обрізне Амвросіївського району Донецької області.
Із 2014 р. внесено до переліку населених пунктів на Сході України, на яких тимчасово не діє українська влада.

## Населення
За даними перепису 2001 року населення селища становило 31 особу, з них 25,81 % зазначили рідною мову українську, 70,97 % — російську та 3,23 % — грецьку мову.